# Mistrovství Československa v orientačním běhu 1981
Mistrovství Československé socialistické republiky v orientačním běhu proběhlo v roce 1981 ve třech individuálních a jedné týmové disciplíně.

## Mistrovství ČSSR na dlouhé trati
| Datum závodu   | 16. 5. 1981  |  | Místo konání    | Voznice       |  | Pořadatel       | USK Praha                     |
| Ředitel závodu | Josef Dohnal |  | Hlavní rozhodčí | Josef Borůvka |  | Stavitelé tratí | Sylva Nováková, Josef Borůvka |
| Název mapy     | Aglaia       |  | Web závodu      |               |  | Výsledky závodu |                               |

| Zkrácené výsledky             | Zkrácené výsledky       | Zkrácené výsledky           | Zkrácené výsledky       | Zkrácené výsledky       | Zkrácené výsledky | Zkrácené výsledky       | Zkrácené výsledky          | Zkrácené výsledky       | Zkrácené výsledky       |
| Pořadí                        | H21 – muži              | H21 – muži                  | H21 – muži              | H21 – muži              | Pořadí            | D21 – ženy              | D21 – ženy                 | D21 – ženy              | D21 – ženy              |
| ----------------------------- | ----------------------- | --------------------------- | ----------------------- | ----------------------- | ----------------- | ----------------------- | -------------------------- | ----------------------- | ----------------------- |
| Zlatá medaile                 | Jiří Ticháček           | TJ Jičín                    | 2:21:47                 |                         | Zlatá medaile     | Ada Kuchařová           | KOS TJ Tesla Brno          | 1:33:12                 |                         |
| Stříbrná medaile              | Luděk Pavelek           | VSK Mendelu Brno            | 2:22:35                 | +0:48                   | Stříbrná medaile  | Svatava Nováková        | USK Praha                  | 1:37:51                 | +4:39                   |
| Bronzová medaile              | Jaroslav Hořínek        | TJ Gottwaldov               | 2:26:36                 | +4:49                   | Bronzová medaile  | Jana Hlaváčová          | KOS TJ Tesla Brno          | 1:39:38                 | +6:26                   |
| 4                             | Jaroslav Kačmarčík      | TJ TŽ Třinec                | 2:29:07                 | +7:20                   | 4                 | Anna Gavendová          | TJ TŽ Třinec               | 1:43:30                 | +10:18                  |
| 5                             | Pavel Ditrych           | USK Praha                   | 2:30:48                 | +9:01                   | 5                 | Iva Kusynová            | Slavie VŠCHT Pardubice     | 1:47:26                 | +14:14                  |
| 6                             | Robert Zdráhal          | VSK VŠB TU Ostrava          | 2:30:52                 | +9:05                   | 6                 | Kateřina Keclíková      | USK Praha                  | 1:47:40                 | +14:28                  |
| 7                             | Zdeněk Lenhart          | VSK Mendelu Brno            | 2:30:59                 | +9:12                   | 7                 | Soňa Pospíchalová       | OK Jiskra Nový Bor         | 1:49:46                 | +16:34                  |
| 8                             | Antonín Sklenář         | Lokomotiva Olomouc          | 2:32:01                 | +10:14                  | 8                 | Blanka Uhrová           | USK Praha                  | 1:50:40                 | +17:28                  |
| 9                             | František Vosecký       | Slavia Liberec orienteering | 2:34:49                 | +13:02                  | 9                 | Olga Kopová             | Slovensko                  | 1:51:11                 | +17:59                  |
| 10                            | Zdeněk Zuzánek          | USK Praha                   | 2:35:59                 | +14:12                  | 10                | Ivana Lacigová          | USK Praha                  | 1:52:16                 | +19:04                  |
| Pořadí                        | H19 – junioři           | H19 – junioři               | H19 – junioři           | H19 – junioři           | Pořadí            | D19 – juniorky          | D19 – juniorky             | D19 – juniorky          | D19 – juniorky          |
| Zlatá medaile                 | Martin Tichovský        | SK Praga                    | 1:58:52                 |                         | Zlatá medaile     | Jana Semeráková         | OOB Vamberk                | 1:37:36                 |                         |
| Stříbrná medaile              | Jaroslav Matyk          | OOB Vamberk                 | 2:04:08                 | +5:16                   | Stříbrná medaile  | Zdena Doležalová        | OK Jiskra Nový Bor         | 1:49:13                 | +11:37                  |
| Bronzová medaile              | Jiří Hlaváč             | VSK Mendelu Brno            | 2:06:33                 | +7:41                   | Bronzová medaile  | Dana Šedivá             | TJ Jičín                   | 1:50:26                 | +12:50                  |
| Pořadí                        | H17 – starší dorostenci | H17 – starší dorostenci     | H17 – starší dorostenci | H17 – starší dorostenci | Pořadí            | D17 – starší dorostenky | D17 – starší dorostenky    | D17 – starší dorostenky | D17 – starší dorostenky |
| Zlatá medaile                 | Tomáš Lejsek            | Tempo Praha                 | 1:44:31                 |                         | Zlatá medaile     | Zuzana Juliusová        | KBP Praha (Spartak Kbely)  | 1:17:31                 |                         |
| Stříbrná medaile              | Aleš Macháček           | Tempo Praha                 | 1:44:26                 | +-1:55                  | Stříbrná medaile  | Dagmar Slaninová        | Rudá hvězda Hradec Králové | 1:18:22                 | +0:51                   |
| Bronzová medaile              | Jiří Vavrečka           | OOB TJ Zlaté Hory           | 1:45:42                 | +1:11                   | Bronzová medaile  | Iva Bartošáková         | OOB TJ Slovan Luhačovice   | 1:24:01                 | +6:30                   |
| << předchozí • následující >> |                         |                             |                         |                         |                   |                         |                            |                         |                         |

Souhrnné informace naleznete v článku Mistrovství Československa na dlouhé trati.

## Mistrovství ČSSR v nočním orientačním běhu
| Datum závodu   | 23. 5. 1981    |  | Místo konání    | Rataje        |  | Pořadatel       | TJ Slavia Kroměříž            |
| Ředitel závodu | Alois Pospíšil |  | Hlavní rozhodčí | Boris Dvorský |  | Stavitelé tratí | Zdeněk Úlehla, Karel Zapletal |
| Název mapy     | Hambálky       |  | Web závodu      |               |  | Výsledky závodu |                               |

| Zkrácené výsledky             | Zkrácené výsledky       | Zkrácené výsledky               | Zkrácené výsledky       | Zkrácené výsledky       | Zkrácené výsledky | Zkrácené výsledky       | Zkrácené výsledky               | Zkrácené výsledky       | Zkrácené výsledky       |
| Pořadí                        | H21 – muži              | H21 – muži                      | H21 – muži              | H21 – muži              | Pořadí            | D21 – ženy              | D21 – ženy                      | D21 – ženy              | D21 – ženy              |
| ----------------------------- | ----------------------- | ------------------------------- | ----------------------- | ----------------------- | ----------------- | ----------------------- | ------------------------------- | ----------------------- | ----------------------- |
| Zlatá medaile                 | Stanislav Červinka      | VSK ČVUT Fakulta Stavební Praha | 1:17:57                 |                         | Zlatá medaile     | Jana Hlaváčová          | KOS TJ Tesla Brno               | 59:24                   |                         |
| Stříbrná medaile              | Luděk Pavelek           | VSK Mendelu Brno                | 1:19:12                 | +1:15                   | Stříbrná medaile  | Soňa Pospíchalová       | OK Jiskra Nový Bor              | 1:09:41                 | +10:17                  |
| Bronzová medaile              | Martin Škorpil          | KBP Praha (Spartak Kbely)       | 1:26:07                 | +8:10                   | Bronzová medaile  | Dagmar Valoušková       | Slavia Liberec orienteering     | 1:11:04                 | +11:40                  |
| 4                             | Jozef Pollák            | VŠK Košice                      | 1:26:40                 | +8:43                   | 4                 | Blanka Uhrová           | USK Praha                       | 1:17:51                 | +18:27                  |
| 5                             | Jaroslav Hořínek        | TJ Gottwaldov                   | 1:27:04                 | +9:07                   | 5                 | Miroslava Cupáková      | Slavie VŠCHT Pardubice          | 1:18:09                 | +18:45                  |
| 6                             | Rudolf Nečas            | VSK Mendelu Brno                | 1:28:02                 | +10:05                  | 6                 | Věra Kolaříková         | KOS TJ Tesla Brno               | 1:19:11                 | +19:47                  |
| 7                             | Zbyněk Pospíšek         | KOS TJ Tesla Brno               | 1:29:17                 | +11:20                  | 7                 | Ivana Lacigová          | USK Praha                       | 1:19:15                 | +19:51                  |
| 8                             | Radovan Kunc            | OOB TJ Tatran Jablonec n. N.    | 1:33:45                 | +15:48                  | 8                 | Milena Hanušová         | VSK ČVUT Fakulta Stavební Praha | 1:21:21                 | +21:57                  |
| 9                             | Jiří Pauler             | SJH Jindřichův Hradec           | 1:34:55                 | +16:58                  | 9                 | Jana Fialová            | TJ Gottwaldov                   | 1:21:24                 | +22:00                  |
| 10                            | Mikuláš Novota          | VŠK Košice                      | 1:35:05                 | +17:08                  | 10                | Vladimíra Hudečková     | VSK Mendelu Brno                | 1:23:28                 | +24:04                  |
| Pořadí                        | H19 – junioři           | H19 – junioři                   | H19 – junioři           | H19 – junioři           | Pořadí            | D19 – juniorky          | D19 – juniorky                  | D19 – juniorky          | D19 – juniorky          |
| Zlatá medaile                 | Jiří Janás              | KOB Směr Kroměříž               | 1:12:40                 |                         | Zlatá medaile     | Jana Semeráková         | OOB Vamberk                     | 1:11:34                 |                         |
| Stříbrná medaile              | Libor Slezák            | OOB TJ Slovan Luhačovice        | 1:14:12                 | +1:32                   | Stříbrná medaile  | Ivana Kočíková          | VSK ČVUT Fakulta Stavební Praha | 1:16:40                 | +5:06                   |
| Bronzová medaile              | Jiří Hlaváč             | VSK Mendelu Brno                | 1:15:26                 | +2:46                   | Bronzová medaile  | Jiřina Macounová        | USK Praha                       | 1:19:03                 | +7:29                   |
| Pořadí                        | H17 – starší dorostenci | H17 – starší dorostenci         | H17 – starší dorostenci | H17 – starší dorostenci | Pořadí            | D17 – starší dorostenky | D17 – starší dorostenky         | D17 – starší dorostenky | D17 – starší dorostenky |
| Zlatá medaile                 | Evžen Harant            | TJ Aero Odolena Voda            | 54:21                   |                         | Zlatá medaile     | Eva Bartošáková         | OOB TJ Slovan Luhačovice        | 1:06:27                 |                         |
| Stříbrná medaile              | Jan Pospíšek            | KOS TJ Tesla Brno               | 55:11                   | +0:50                   | Stříbrná medaile  | Pavlína Bacílková       | TJ Jičín                        | 1:10:35                 | +4:08                   |
| Bronzová medaile              | Jiří Vavrečka           | OOB TJ Zlaté Hory               | 59:45                   | +5:24                   | Bronzová medaile  | Marcela Hrušková        | TJ Opava                        | 1:14:46                 | +8:19                   |
| Pořadí                        | H15 – mladší dorostenci | H15 – mladší dorostenci         | H15 – mladší dorostenci | H15 – mladší dorostenci | Pořadí            | D15 – mladší dorostenky | D15 – mladší dorostenky         | D15 – mladší dorostenky | D15 – mladší dorostenky |
| Zlatá medaile                 | Martin Mareš            | OK Jiskra Nový Bor              | 52:53                   |                         | Zlatá medaile     | Dagmar Coufalíková      | OOB TJ Slovan Luhačovice        | 55:15                   |                         |
| Stříbrná medaile              | Lubomír Smrža           | TJ Gottwaldov                   | 56:58                   | +4:05                   | Stříbrná medaile  | Marcela Belková         | TJ TŽ Třinec                    | 1:02:10                 | +6:55                   |
| Bronzová medaile              | Pavel Brlica            | KOS TJ Tesla Brno               | 57:53                   | +5:00                   | Bronzová medaile  | Michaela Hančíková      | TJ Sokol JZD Slušovice          | 1:06:10                 | +10:55                  |
| << předchozí • následující >> |                         |                                 |                         |                         |                   |                         |                                 |                         |                         |

Souhrnné informace naleznete v článku Mistrovství Československa v nočním orientačním běhu.

## Mistrovství ČSSR jednotlivců (klasická trať)
| Datum závodu   | 10. 10. 1981 |  | Místo konání    | Pezinok    |  | Pořadatel       | TJ Lokomotíva Pezinok                                                      |
| Ředitel závodu | Miloš Nemček |  | Hlavní rozhodčí | Dušan Čech |  | Stavitelé tratí | Ivan Čech, Vojtech Kovačič, Peter Polakovič, František Libant, Milan Vagač |
| Název mapy     | Kukla        |  | Web závodu      |            |  | Výsledky závodu |                                                                            |

| Zkrácené výsledky             | Zkrácené výsledky       | Zkrácené výsledky              | Zkrácené výsledky       | Zkrácené výsledky       | Zkrácené výsledky | Zkrácené výsledky       | Zkrácené výsledky              | Zkrácené výsledky       | Zkrácené výsledky       |
| Pořadí                        | H21 – muži              | H21 – muži                     | H21 – muži              | H21 – muži              | Pořadí            | D21 – ženy              | D21 – ženy                     | D21 – ženy              | D21 – ženy              |
| ----------------------------- | ----------------------- | ------------------------------ | ----------------------- | ----------------------- | ----------------- | ----------------------- | ------------------------------ | ----------------------- | ----------------------- |
| Zlatá medaile                 | Jaroslav Kačmarčík      | TJ TŽ Třinec                   | 1:28:51                 |                         | Zlatá medaile     | Ada Kuchařová           | KOS TJ Tesla Brno              | 1:05:34                 |                         |
| Stříbrná medaile              | Zdeněk Zuzánek          | USK Praha                      | 1:33:28                 | +4:37                   | Stříbrná medaile  | Kateřina Keclíková      | USK Praha                      | 1:07:29                 | +1:55                   |
| Bronzová medaile              | Jiří Ticháček           | TJ Jičín                       | 1:33:47                 | +4:56                   | Bronzová medaile  | Jana Hlaváčová          | KOS TJ Tesla Brno              | 1:08:10                 | +2:36                   |
| 4                             | Luděk Pavelek           | VSK Mendelu Brno               | 1:34:01                 | +5:10                   | 4                 | Svatava Nováková        | USK Praha                      | 1:12:38                 | +7:04                   |
| 5                             | Zdeněk Lenhart          | VSK Mendelu Brno               | 1:34:42                 | +5:51                   | 5                 | Miroslava Cupáková      | Slavie VŠCHT Pardubice         | 1:16:37                 | +11:03                  |
| 6                             | Pavel Ditrych           | USK Praha                      | 1:34:53                 | +6:02                   | 6                 | Mária Nagyová           | TJ Slávia Farmaceut Bratislava | 1:17:36                 | +12:02                  |
| 7                             | Karol Hierweg           | TJ Slávia Farmaceut Bratislava | 1:35:06                 | +6:15                   | 7                 | Olga Kopová             | TJ Slávia Farmaceut Bratislava | 1:18:20                 | +12:46                  |
| 8                             | Radek Novotný           | VSK Mendelu Brno               | 1:35:09                 | +6:18                   | 8                 | Anna Gavendová          | TJ TŽ Třinec                   | 1:20:06                 | +14:32                  |
| 9                             | Petr Uher               | USK Praha                      | 1:35:20                 | +6:29                   | 9                 | Renáta Hošková          | USK Praha                      | 1:20:28                 | +14:54                  |
| 10                            | Robert Zdráhal          | VSK VŠB TU Ostrava             | 1:35:28                 | +6:37                   | 10                | Zdena Strnadlová        | KOB Směr Kroměříž              | 1:22:15                 | +16:41                  |
| Pořadí                        | H19 – junioři           | H19 – junioři                  | H19 – junioři           | H19 – junioři           | Pořadí            | D19 – juniorky          | D19 – juniorky                 | D19 – juniorky          | D19 – juniorky          |
| Zlatá medaile                 | Jiří Urválek            | KOS TJ Tesla Brno              | 1:18:34                 |                         | Zlatá medaile     | Iva Lázničková          | VSK Olomouc                    | 1:11:57                 |                         |
| Stříbrná medaile              | Vlastimil Uchytil       | OOB TJ Zlaté Hory              | 1:21:00                 | +2:26                   | Stříbrná medaile  | Zdena Doležalová        | OK Jiskra Nový Bor             | 1:15:00                 | +3:03                   |
| Bronzová medaile              | Jiří Hlaváč             | VSK Mendelu Brno               | 1:23:00                 | +4:26                   | Bronzová medaile  | Jiřina Macounová        | USK Praha                      | 1:17:02                 | +5:05                   |
| Pořadí                        | H17 – starší dorostenci | H17 – starší dorostenci        | H17 – starší dorostenci | H17 – starší dorostenci | Pořadí            | D17 – starší dorostenky | D17 – starší dorostenky        | D17 – starší dorostenky | D17 – starší dorostenky |
| Zlatá medaile                 | Jaroslav Krejčí         | OK Jiskra Nový Bor             | 1:14:46                 |                         | Zlatá medaile     | Zuzana Juliusová        | KBP Praha (Spartak Kbely)      | 52:06                   |                         |
| Stříbrná medaile              | Radim Štěpán            | Rudá hvězda Hradec Králové     | 1:15:45                 | +0:59                   | Stříbrná medaile  | Pavlína Bacílková       | TJ Jičín                       | 1:00:55                 | +8:49                   |
| Bronzová medaile              | Michal Piňos            | TJ Gottwaldov                  | 1:18:21                 | +3:35                   | Bronzová medaile  | Jana Poborská           | SOOB Spartak Rychnov n.Kn.     | 1:03:40                 | +11:34                  |
| Pořadí                        | H15 – mladší dorostenci | H15 – mladší dorostenci        | H15 – mladší dorostenci | H15 – mladší dorostenci | Pořadí            | D15 – mladší dorostenky | D15 – mladší dorostenky        | D15 – mladší dorostenky | D15 – mladší dorostenky |
| Zlatá medaile                 | Martin Mareš            | OK Jiskra Nový Bor             | 59:35                   |                         | Zlatá medaile     | Dagmar Coufalíková      | OOB TJ Slovan Luhačovice       | 49:05                   |                         |
| Stříbrná medaile              | Karol Hrabinský         | TJ Rapid Bratislava            | 59:47                   | +0:12                   | Stříbrná medaile  | Šárka Koudelková        | OK Lokomotiva Pardubice        | 51:35                   | +2:30                   |
| Bronzová medaile              | Martin Schuster         | TJ Opava                       | 1:00:38                 | +1:03                   | Bronzová medaile  | Marcela Belková         | TJ TŽ Třinec                   | 52:12                   | +3:07                   |
| << předchozí • následující >> |                         |                                |                         |                         |                   |                         |                                |                         |                         |

Souhrnné informace naleznete v článku Mistrovství Československa v orientačním běhu na klasické trati.

## Mistrovství ČSSR štafet
| Datum závodu   | 11. 10. 1981 |  | Místo konání    | Pezinok    |  | Pořadatel       | TJ Lokomotíva Pezinok                                                      |
| Ředitel závodu | Miloš Nemček |  | Hlavní rozhodčí | Dušan Čech |  | Stavitelé tratí | Ivan Čech, Vojtech Kovačič, Peter Polakovič, František Libant, Milan Vagač |
| Název mapy     | Malá         |  | Web závodu      |            |  | Výsledky závodu |                                                                            |

Souhrnné informace naleznete v článku Mistrovství Československa v orientačním běhu štafet.